# Phare de Strömmingsbådan
Le phare de Strömmingsbådan (en finnois : Strömmingsbådanin majakka) est un feu situé sur le haut-fond de Strömmingsbådan dans le détroit de Kvarken, appartenant à la municipalité de Malax, en Ostrobotnie (Finlande).

## Histoire
Le phare de Strömmingsbådan se situe à 45 km au sud-ouest de Vaasa. La station  a été mise en service en 1885. Il possède toujours son système optique à lentille de Fresnel d'origine.
À côté du phare se trouvent toujours les bâtiments résidentiels et techniques en bois utilisés par les gardiens du phare, dont la dernière occupation remonte aux années 1940. Le phare a été automatisé en 1963.

## Description
Le phare  est une tour cylindrique en fonte de 14 mètres de haut, avec galerie et lanterne. La tour est peinte en blanc avec le tiers supérieur en rouge. Il émet, à une hauteur focale de 16 mètres, deux longs éclat blancs et rouges toutes les 20 secondes. Sa portée nominale est de 10,5 milles nautiques (environ 19 km).
Identifiant : ARLHS : FIN-059 - Amirauté : C4294 - NGA : 17820 .
|            |
| La station |

|       |
| L'île |

### Lien connexe
- Liste des phares de Finlande